# Antonio Cairoli
Antonio Cairoli (Patti (Sicilië), 23 september 1985) is een Italiaanse motorcrosser.

## Carrière
Cairoli debuteerde in 2004 voor Yamaha in het wereldkampioenschap motorcross. In 2005 won hij in de MX2 zijn eerste wereldtitel. In 2006 eindigde hij in dezelfde klasse als tweede achter wereldkampioen Christophe Pourcel en in 2007 behaalde hij zijn tweede wereldtitel. In 2008 viel hij vroegtijdig uit met een knieblessure.
Voor het seizoen 2009 stapte hij over naar de MX1 en won hij in zijn debuutseizoen de wereldtitel in deze klasse. In 2010 stapte hij over van Yamaha naar KTM en prolongeerde de titel en waarin hij vervolgens in 2011, 2012, 2013 en 2014, het jaar waarin de klasse als MXGP was herbenoemd, ook telkens in slaagde. In de jaren 2015 en 2016 eindigde hij respectievelijk als zevende en als tweede in het eindklassement. In 2017 behaalde hij weer de wereldtitel, zijn zevende in de MX1/MXGP en negende in totaal.
Na Stefan Everts, tienvoudig wereldkampioen, is hij hierdoor de crosser met het meeste aantal wereldtitels (alle categorieën). Met Mattia Guadagnini en Alessandro Lupino won Cairoli in 2021 voor het eerst de Motorcross der Naties die in het Italiaanse Mantova gehouden werd.

## WK-resultaten
2004 - MX2 (Yamaha) - 3e (447 punten)
2005 - MX2 (Yamaha) - 1e (567 punten)
2006 - MX2 (Yamaha) - 2e (563 punten)
2007 - MX2 (Yamaha) - 1e (660 punten)
2008 - MX2 (Yamaha) - 6e (357 punten)
2009 - MX1 (Yamaha) - 1e (561 punten)
2010 - MX1 (KTM) - 1e (625 punten)
2011 - MX1 (KTM) - 1e (596 punten)
2012 - MX1 (KTM) - 1e (692 punten)
2013 - MX1 (KTM) - 1e (761 punten)
2014 - MXGP (KTM) - 1e (747 punten)
2015 - MXGP (KTM) - 7e (432 punten)
2016 - MXGP (KTM) - 2e (647 punten)
2017 - MXGP (KTM) - 1e (722 punten)
2018 - MXGP (KTM) - 2e (782 punten)
2019 - MXGP (KTM) - 10e (358 punten)
2020 - MXGP (KTM) - 3e (599 punten)
2021 - MXGP (KTM) - 6e (545 punten
| GP overwinningen | GP overwinningen | GP overwinningen        | GP overwinningen     |
| No.              | Datum            | Grand Prix              | Plaats               |
| MX2-klasse       | MX2-klasse       | MX2-klasse              | MX2-klasse           |
| ---------------- | ---------------- | ----------------------- | -------------------- |
| 1                | 08-08-2004       | Wallonië (België)       | Namen                |
| 2                | 24-04-2005       | Portugal                | Águeda               |
| 3                | 12-06-2005       | Italië                  | Castiglione del Lago |
| 4                | 03-07-2005       | Zweden                  | Uddevalla            |
| 5                | 31-07-2005       | Wallonië (België)       | Nismes               |
| 6                | 07-08-2005       | Tsjechië                | Loket                |
| 7                | 21-08-2005       | Duitsland               | Gaildorf             |
| 8                | 16-07-2006       | Zuid-Afrika             | Sun City             |
| 9                | 06-08-2006       | België                  | Namen                |
| 10               | 17-09-2006       | Frankrijk               | Ernée                |
| 11               | 01-04-2007       | Benelux (Nederland)     | Valkenswaard         |
| 12               | 15-04-2007       | Spanje                  | Bellpuig             |
| 13               | 22-04-2007       | Portugal                | Águeda               |
| 14               | 06-05-2007       | Italië                  | Mantova              |
| 15               | 13-05-2007       | Duitsland               | Teutschenthal        |
| 16               | 10-06-2007       | Frankrijk               | Saint-Jean-d'Angély  |
| 17               | 17-06-2007       | Bulgarije               | Sevlievo             |
| 18               | 01-07-2007       | Zweden                  | Uddevalla            |
| 19               | 19-08-2007       | Noord-Ierland           | Moneyglass Demesne   |
| MX1-klasse       |                  |                         |                      |
| 20               | 26-08-2007       | Groot-Brittannië        | Donington Park       |
| MX2-klasse       |                  |                         |                      |
| 21               | 02-09-2007       | Nederland               | Lierop               |
| 22               | 27-04-2008       | Portugal                | Águeda               |
| 23               | 18-05-2008       | Italië                  | Mantova              |
| 24               | 01-06-2008       | Groot-Brittannië        | Mallory Park         |
| 25               | 06-07-2008       | Zweden                  | Uddevalla            |
| MX1-klasse       |                  |                         |                      |
| 26               | 12-04-2009       | Turkije                 | Istanboel            |
| 27               | 10-05-2009       | Portugal                | Águeda               |
| 28               | 21-06-2009       | Duitsland               | Teutschenthal        |
| 29               | 28-06-2009       | Letland                 | Ķegums               |
| 30               | 11-04-2010       | Lombardije (Italië)     | Mantova              |
| 31               | 25-04-2010       | Nederland               | Valkenswaard         |
| 32               | 30-05-2010       | Verenigde Staten        | Glen Helen           |
| 33               | 04-07-2010       | Zweden                  | Uddevalla            |
| 34               | 01-08-2010       | België                  | Lommel               |
| 35               | 08-08-2010       | Tsjechië                | Loket                |
| 36               | 22-08-2010       | Brazilië                | Campo Grande         |
| 37               | 05-09-2010       | Benelux (Nederland)     | Lierop               |
| 38               | 25-04-2011       | Nederland               | Valkenswaard         |
| 39               | 19-06-2011       | Spanje                  | La Bañeza            |
| 40               | 17-07-2011       | Letland                 | Ķegums               |
| 41               | 31-07-2011       | Limburg (België)        | Lommel               |
| 42               | 21-08-2011       | Groot-Brittannië        | Matterley Basin      |
| 43               | 04-09-2011       | Europa (Duitsland)      | Gaildorf             |
| 44               | 09-04-2012       | Nederland               | Valkenswaard         |
| 45               | 13-05-2012       | Mexico                  | Guadalajara          |
| 46               | 03-06-2012       | Frankrijk               | Saint-Jean-d'Angély  |
| 47               | 17-06-2012       | België                  | Bastenaken           |
| 48               | 15-07-2012       | Letland                 | Ķegums               |
| 49               | 22-07-2012       | Rusland                 | Semigorje            |
| 50               | 05-08-2012       | Tsjechië                | Loket                |
| 51               | 19-08-2012       | Groot-Brittannië        | Matterley Basin      |
| 52               | 02-09-2012       | Benelux (Nederland)     | Lierop               |
| 53               | 09-09-2012       | Europa (Italië)         | Faenza               |
| 54               | 23-09-2012       | Duitsland               | Teutschenthal        |
| 55               | 10-03-2013       | Thailand                | Si Racha             |
| 56               | 01-04-2013       | Nederland               | Valkenswaard         |
| 57               | 14-04-2013       | Trente (Italië)         | Pietramurata         |
| 58               | 19-05-2013       | Brazilië                | Beto Carrero         |
| 59               | 09-06-2013       | Frankrijk               | Ernée                |
| 60               | 30-06-2013       | Zweden                  | Uddevalla            |
| 61               | 07-07-2013       | Letland                 | Ķegums               |
| 62               | 14-07-2013       | Finland                 | Hyvinkää             |
| 63               | 28-07-2013       | Duitsland               | Lausitzring          |
| MXGP-klasse      |                  |                         |                      |
| 64               | 09-03-2014       | Thailand                | Si Racha             |
| 65               | 30-03-2014       | Brazilië                | Beto Carrero         |
| 66               | 20-04-2014       | Bulgarije               | Sevlievo             |
| 67               | 04-05-2014       | Nederland               | Valkenswaard         |
| 68               | 25-05-2014       | Groot-Brittannië        | Matterley Basin      |
| 69               | 15-06-2014       | Italië                  | Maggiora             |
| 70               | 06-07-2014       | Zweden                  | Uddevalla            |
| 71               | 13-07-2014       | Finland                 | Hyvinkää             |
| 72               | 03-08-2014       | België                  | Lommel               |
| 73               | 10-05-2015       | Spanje                  | Talavera de la Reina |
| 74               | 24-05-2015       | Groot-Brittannië        | Matterley Basin      |
| 75               | 08-05-2016       | Duitsland               | Teutschenthal        |
| 76               | 15-05-2016       | Italië                  | Pietramurata         |
| 77               | 07-08-2016       | Zwitserland             | Frauenfeld-Gachnang  |
| 78               | 25-02-2017       | Qatar                   | Losail               |
| 79               | 16-04-2017       | Trente (Italië)         | Pietramurata         |
| 80               | 21-05-2017       | Duitsland               | Teutschenthal        |
| 81               | 25-06-2017       | Lombardije (Italië)     | Ottobiano            |
| 82               | 02-07-2017       | Portugal                | Águeda               |
| 83               | 23-07-2017       | Tsjechië                | Loket                |
| 84               | 25-03-2018       | Spanje                  | Vilafamés            |
| 85               | 17-06-2018       | Lombardije (Italië)     | Ottobiano            |
| 86               | 03-03-2019       | Argentinië              | Villa La Angostura   |
| 87               | 24-03-2019       | Groot-Brittannië        | Matterley Basin      |
| 88               | 31-03-2019       | Nederland               | Valkenswaard         |
| 89               | 12-05-2019       | Lombardije (Italië)     | Mantova              |
| 90               | 12-08-2020       | Riga (Letland)          | Ķegums               |
| 91               | 13-09-2020       | Emilia-Romagna (Italië) | Faenza               |
| 92               | 01-11-2020       | Trente (Italië)         | Pietramurata         |
| 93               | 27-06-2021       | Groot-Brittannië        | Matterley Basin      |
| 94               | 27-10-2021       | Pietramurata (Italië)   | Pietramurata         |